# Absalão, Absalão!
Absalão, Absalão! é um romance gótico sulista do escritor norte-americano William Faulkner publicado em 1936.
O enredo do livro desenvolve-se durante e após a Guerra Civil Americana (1861-1865), narrando a história de Thomas Sutpen, um homem branco que ascende durante os tempos da escravidão e que busca tornar-se rico e construir uma família. Enquanto Sutpen realiza seus desejos, a sociedade americana começa a passar por mudanças significativas – e ao mesmo tempo em que vê velhos costumes sendo desconstruídos, ele vê também as ruínas em que suas conquistas estão transformando-se.
O livro ajudou Faulkner, junto com O Som e a Fúria, a conquistar o Prêmio Nobel de literatura de 1949. Foi eleito pelo The Guardian em 2002 um dos cem melhores livros já escritos (O Som e a Fúria também consta na lista) e pela revista literária Oxford American em 2009 como o melhor romance gótico sulista de todos os tempos.

## Resumo do enredo
Absalão, Absalão! narra a ascensão e a queda de Thomas Sutpen, um homem branco nascido na pobreza do oeste do estado de Virginia que vai para Mississippi buscando enriquecer e tornar-se o patriarca de uma família. A história é toda narrada através de memórias e conversas, o que faz com que se desenvolva de forma não cronológica e muitas vezes com detalhes divergentes. O principal narrador é Quentin Compson, o filho mais velho dos Compson de O Som e a Fúria, para seu colega Shreve, na Universidade de Harvard, com base na história que ouviu da poetisa Rosa Coldfield, que revela-se antiga cunhada de Sutpen. A narrativa de Rosa tem muitas digressões e lacunas, o que faz com que seja reinterpretada e analisada de forma mais profunda por Quentin, que antes de contá-la a seu colega conclui-a preenchendo o que falta com o que ouviu de seu pai e avô sobre Sutpen, conhecido pelos dois. A história é narrada gradualmente e analisada e discutida pelos dois colegas, o que acaba fazendo com que o leitor conheça mais os personagens do que a própria história.
Thomas Sutpen chega em Jefferson, em Mississippi, com alguns escravos que não sabem falar inglês e um arquiteto francês que foi de algum modo forçado a trabalhar para ele. Sutpen consegue obter cem milhas quadradas de uma tribo nativo-americana e imediatamente começa a construir uma grande plantação chamada por ele de Sutpen’s Hundred, na qual constrói também uma mansão luxuosa. Tudo o que falta então para ele concluir seus planos é uma esposa que lhe dê alguns filhos (ele quer principalmente um menino para torná-lo seu herdeiro), por isso ele passa a ter contato com um mercador local e casa-se com sua filha, Ellen Coldfield. Ellen dá à luz duas crianças, um filho chamado Henry e uma filha chamada Judith, ambos fadados à desgraça.
Henry vai para a Universidade do Mississippi e conhece seu colega Charles Bon, que é dez anos mais velho. Henry leva Charles consigo para o Natal na fazenda, e Charles e Judith começam um hesitante namoro que leva a um noivado presumido. De qualquer forma, Thomas Sutpen percebe que Charles Bon é seu filho de um casamento antigo e por isso se coloca contra a essa união proposta pelos dois.
Acaba por revelar-se na narrativa que Sutpen trabalhou, antes de chegar a Mississippi no início do livro, em uma plantação nas Antilhas francesas como capataz e, depois de controlar um levante de escravos, recebeu como agradecimento a mão da filha do dono da plantação, Eulalia Bon. Ela lhe deu um filho, Charles. Sutpen fica sabendo, depois do casamento e do nascimento de Charles, que Eulalia é mestiça, filha do dono da plantação com uma escrava, e, achando que foi enganado, ele renuncia ao casamento como se nulo e abandona sua esposa e filho (apesar de deixá-los sua pequena fortuna que construiu lá como forma de acalmar seu senso moral). O leitor também descobre mais tarde sobre a infância de Sutpen, na qual ele aprende que a sociedade podia classificar as qualidades de um homem de acordo com seus bens materiais. É esse evento que serve como motivação para Thomas dar início a seu plano de construir uma família.
Henry, provavelmente por causa de seus próprios sentimentos potencialmente (e mutualmente) incestuosos por sua irmã, bem como sentimentos quase românticos pelo próprio Charles, está ansioso para ver os dois casados (o que lhe permite ver a si mesmo como uma espécie de substituto para os dois). Quando Sutpen diz a Henry que Charles é seu meio-irmão e que Judith não deve ser permitida de casar-se com ele, Henry recusa-se a acreditar nisso, renuncia a seus direitos como primogênito e vai com Charles para sua casa em Nova Orleans. Eles então voltam para Mississipi para alistarem-se no posto de sua universidade para o Exército dos Estados Confederados para combater na Guerra Civil Americana. Durante a guerra, Henry luta contra sua consciência até que ele provavelmente permite o casamento de seu meio-irmão com sua irmã; essa decisão muda, entretanto, quando Sutpen revela a Henry que Charles é mestiço. Ao final da guerra, Henry decide endossar a proibição de seu pai ao casamento de Charles e Judith, matando Charles nos portões da mansão e em seguida fugindo em um auto-exílio.
Thomas Sutpen, que também estava na guerra, volta para casa para resolver os problemas de sua família e de seu lar, cujas cem milhas foram reduzidas a uma graças a novas políticas agrárias. Ele pede Rosa Coldfield, a irmã mais nova de sua esposa morta, em casamento, e ela aceita. De qualquer modo, Sutpen pressiona-a para que ela tenha um filho antes do casamento, o que não acontece e acaba na sua expulsão do Sutpen’s Hundred. Sutpen começa então um caso com Milly, a neta de 15 anos de idade de Wash Jones, um invasor que vive na propriedade de Sutpen. O caso continua até que Milly engravida e dá à luz uma filha. Sutpen fica terrivelmente desapontado, pois acreditava que a última esperança de conserto para sua família estava em Milly ter um menino. Sutpen expulsa Milly e a criança, dizendo-os que não são dignos nem de dormir nos estábulos com seu cavalo, que teve um macho. Wash Jones, enfurecido, mata Sutpen, sua neta e a filha recém-nascida dos dois, sendo por sua vez morto pelo pelotão que chega para prendê-lo.
A história da família de Thomas Sutpen termina com Quentin levando Rosa de volta para a plantação aparentemente abandonada do Sutpen’s Hundred, onde eles encontram Henry Sutpen e Clytie, a filha de Thomas Sutpen com uma escrava. Henry voltou à propriedade para morrer. Três meses depois, quando Rosa volta com atendimento médico para Henry, Clytie os engana com um falso mandato de enforcamento cumprido sobre Henry e começa um incêndio que consume a plantação e mata Henry e ela mesma. O único Sutpen sobrevivente é Jim Bond, o neto negro de Charles Bon, um jovem com graves deficiências mentais, que continua a viver no Sutpen’s Hundred.

## Análise
Como outros romances de Faulkner, Absalão, Absalão! é construído sobre alegorias e referências à história do sul dos Estados Unidos - o próprio título é uma alusão a um filho rebelde lutando contra o império que seu pai construiu. O título faz referência à história bíblica de Absalão, um filho de Davi que rebela-se contra seu pai (então Rei do Reino de Israel) e que é morto por Joabe, comandante do exército de Davi, que age contrariamente às ordens de Davi para que seu filho não fosse maltratado, causando grande tristeza em Davi.
A história de Thomas Sutpen reflete a ascensão e a queda da cultura de plantações do Sul dos Estados Unidos. Os fracassos de Sutpen refletem as falhas de um idealista do sul. Rigidamente comprometido com o que acredita ser seu desígnio, Sutpen prova-se incapaz de honrar seu casamento com uma mestiça, pondo em movimento sua própria destruição. Discutindo sobre Absalão, Absalão!, Faulkner afirmou que a maldição sob a qual o sul trabalhava é a escravidão, e que a maldição, ou falha, pessoal de Sutpen é sua crença de que é forte demais para precisar ser parte da família humana. Essas duas maldições juntas resultaram na ruína de Sutpen.
Absalão, Absalão! apresenta, na sua construção narrativa baseada em conversas entre dois jovens colegas de quarto, uma justaposição de fatos óbvios, adivinhações com bases sólidas e especulações desenfreadas, criando a implicação de que reconstruções do passado não conseguem recuperar o que foi, sendo simplesmente coisas imaginativas. Faulkner, entretanto, afirmou que, apesar de nenhum dos narradores ter total cobertura dos fatos, já que “nenhum indivíduo pode observar a verdade”, há uma verdade e o leitor pode afinal conhecê-la. Enquanto muitos críticos fizeram tentativas de reconstruir essa verdade por trás das narrativas deslocadas apresentadas no livro, de mostrar que esse tipo de reconstrução não pode ser feito com a convicção necessária ou até de mostrar que isso não pode ser feito devido a inconsistências fatuais e lógicas impossíveis de serem superadas, alguns críticos afirmam que, sendo a verdade fictícia algo irônico, um oximoro, é mais coerente tomar a história como ela foi apresentada, e vê-la de forma mítica e arquetípica, como uma fábula que permite aos leitores vislumbrar os níveis mais profundos do inconsciente e dessa forma compreender melhor as pessoas que acreditam nessa fábula – os sulistas em geral e Quentin Compson em particular.
Usando vários narradores expressando suas interpretações o narrador também alude o espírito de época do sul de Faulkner, onde o passado é sempre presente e constantemente em revisão por pessoas que contam e recontam a história novamente; dessa forma também explora o processo da construção de um mito e o questionamento da verdade.
O uso da perspectiva de Quentin Compson como a principal (se não a central) torna o romance como que um texto complementar a O Som e a Fúria, obra um pouco mais velha de Faulkner, que narra a história da família Compson, com Quentin como um dos protagonistas. Apesar de O Som e a Fúria nunca ser referido explicitamente no livro, a luta pela conservação da família Sutpen, a queda e o incesto em potencial paralelizam com os eventos familiares e obsessões que guiam Quentin e a senhorita Rosa Coldfield para desejar o incêndio no Sutpen’s Hundred remetem a outras histórias contadas por Faulkner.